# Stan Oskarżenia
Stan Oskarżenia – polska grupa punk-rockowa pochodząca z Wrocławia. Zespół powstał w 1986 roku. Głównymi założycielami byli Lokówa – wokal i Paweł Pajko (Pajdo) – gitara. W 1991 roku zespół wydał swoją pierwszą demówkę Ciąg dalszy nastąpi, rok później płytę 1992. W 1992 roku w Krakowie został nagrany materiał na płytę Budują Dla Was Klatkę z Pieśni o Wolności oraz materiał z koncertu, producentem której była wytwórnia Fala.
W 1993 roku, we Wrocławiu nagrano płytę Pięść Wiary a w 1995 Intensyfikacja. W latach 1995–2001 zespół praktycznie zawiesił działalność, m.in. z powodów zmian personalnych. W 2002 roku grupa reaktywuje się i nagrywa płytę w studiu Clash I co. W międzyczasie gra koncerty. W roku 2013 została nagrana i wydana, własnym sumptem płyta „Boga Na Razie Nie Ma”. Zespół aktualnie systematycznie gra  koncerty i wyjeżdża w krótkie trasy koncertowe.

## Aktualny Skład
- Lokówa – śpiew
- Marek (Maro, Bimber) Wojdyga – gitara
- Sebastian Szocik – gitara basowa
- Michał Kasprowicz – perkusja

poprzednio:
- Mariusz, Psiukers – perkusja
- (Łukasz Medeksza) Zabor, Kubson – gitara basowa
- Paweł Pajko (Pajdo) – gitara

## Dyskografia
- 1991 – Ciąg dalszy nastąpi – demo[5],
- 1992 – 1992 – demo[6]
- 1992 – Budują Dla Was Klatkę z Pieśni o Wolności vol.1, wytwórnia Fala[7]
- 1992 – Budują Dla Was Klatkę z Pieśni o Wolności vol.2, wytwórnia Fala[8]
- 1993 – Pięść Wiary[9]
- 1995 – Intensyfikacja[10]
- 2002 – I co, studio Clash[11]
- 2008 – Zapomniani, studio Clash[12]
- 2013 – Boga na razie nie ma[13]